# Maulana Abul Kalam Azad University of Technology
Maulana Abul Kalam Azad University of Technology, tidigare West Bengal University of Technology (Västbengalens Tekniska Universitet) är en teknisk högskola i Indien.